# Radek Vít
Radek Vít (* 19. November 1974 in Plzeň, Tschechoslowakei) ist ein ehemaliger deutsch-tschechischer Eishockeyspieler.

## Karriere
Radek Vít erlernte den Umgang mit Puck und Stick beim Augsburger EV und spielte in der Juniorenmannschaft des AEV in der Saison 1991/92. In der folgenden Spielzeit gehörte er schon dem 2.-Bundesliga-Kader des AEV an und erzielte sein erstes Tor als Profi. Da seine Familie nach Frankfurt zog, wechselte Vít innerhalb der 2. Bundesliga zum Frankfurter ESC und etablierte sich dort. In der Saison 1993/94 schied die Mannschaft des ESC  zwar im Play-off-Halbfinale aus, wurde aber trotzdem in die neu gegründete DEL unter dem neuen Namen Frankfurt Lions aufgenommen. Im ersten DEL-Jahr der Frankfurter konnte Vít sein DEL-Debüt feiern (insgesamt 31 Spiele), absolvierte aber auch 18 Spiele für die Junioren der Frankfurter, wo er mit seinem Bruder Pavel zusammenspielte.
Seine zweite DEL-Spielzeit verbrachte er bei der Spielgemeinschaft Weißwasser/Chemnitz, wo er unter anderem mit Jan Tabor und Sebastian Klenner zusammenspielte. Nach einem Jahr in der DEL zog sich die Spielgemeinschaft aus finanziellen Gründen in die damalige 1. Liga Süd (die Hacker-Pschorr-Liga) zurück. Nach drei Jahren in Weißwasser wechselte
Radek Vít für die Saison 1999/00 erst zum EHC Neuwied und nach dessen Spielbetriebseinstellung zum Heilbronner EC. Insgesamt spielte er vier Jahre in Heilbronn, wobei die Spielzeit 2001/02 mit 52 Scorerpunkten die erfolgreichste war.
Zur Saison 2003/04 wechselte er dann zum EHC Wolfsburg, mit dem er in der Aufstiegsrunde durch einen 6:3-Erfolg bei den Landshut Cannibals den Aufstieg in die DEL feiern konnte. In der Finalrunde war Radek Vít der Topscorer der Wolfsburger (u. a. gelang ihm ein Hattrick im Finalspiel), wurde aber nicht für DEL-tauglich befunden und bekam daher keine Vertragsverlängerung. Das veranlasste ihn, bei den Eispiraten aus Crimmitschau anzuheuern, wo er eine überzeugende Spielzeit absolvierte (spielte meist als Center mit Andreas Kleinheinz und Tobias Wörle, teilweise auch als Flügelstürmer mit Eric Schneider und Garrett Bembridge in einer Reihe),  was ihm letztendlich einen Vertrag beim DEL-Neuling Füchse Duisburg einbrachte. In Duisburg hatte er mit mehreren Verletzungen zu kämpfen und war daher mehr Ergänzungsspieler als Leistungsträger, bekam aber trotzdem einen Vertrag für die DEL-Saison 2006/07.
In der Vorbereitung zur Saison stand Radek Vít im Kader der Füchse, soll sich dann aber einen Disput mit Duisburgs Hauptgesellschafter Ralf Pape geliefert haben, der ihn daraufhin aus dem Kader warf. Der EHC Wolfsburg hätte seinen einstigen Aufstiegshelden gern verpflichtet, doch die Grizzlies hatten keinen Spielraum mehr im Etat. Dadurch konnte ihn der ESC Dresden verpflichten und der Wechsel nach Dresden ging schnell über die Bühne. Damit spielte Radek Vit nach mehr als zehn Jahren erstmals wieder in einer Mannschaft mit seinem ein Jahr jüngeren Bruder Pavel.
Bei den Eislöwen traf er mit Marek Mastič, Rudolf Wolf und David Musial auf drei Akteure, mit denen er 2004 in die DEL aufgestiegen war. In Dresden spielte er entweder zusammen mit seinem Bruder Pavel und Robert Brezina in einer Reihe, oder aber mit David Musial und Daniel Menge. Nach dem sportlichen Abstieg mit den Dresdner Eislöwen in die Oberliga wurde er von den Eisbären Regensburg unter Vertrag genommen. Aufgrund einer Schulterverletzung im Sommer 2008 blieb er in der Saison 2008/09 ohne Verein und engagierte sich stattdessen während der Rehabilitation als Trainer bei der Schülermannschaft der „Young Grizzlys“ des EHC Wolfsburg. Seit Mai 2011 ist er Trainer des Regionalligavereins TAG Salzgitter Icefighters, der Herrenmannschaft des Sportverein am Salzgittersee.
Im Sommer hält er sich mit Inlinehockey fit und spielte im Sommer u. a. mit dem Ex-Eislöwen Jan Welke (jetzt Hannover Indians) bei den Rolling Vipers aus Braunschweig in der IHL-Bundesliga.

## Karrierestatistik
(Legende zur Spielerstatistik: Sp oder GP = absolvierte Spiele; T oder G = erzielte Tore; V oder A = erzielte Assists; Pkt oder Pts = erzielte Scorerpunkte; SM oder PIM = erhaltene Strafminuten; +/− = Plus/Minus-Bilanz; PP = erzielte Überzahltore; SH = erzielte Unterzahltore; GW = erzielte Siegtore; 1 Play-downs/Relegation; Kursiv: Statistik nicht vollständig)